# Schanzen am Papengrund
Die Schanzen am Papengrund, heute offiziell Sparkassen Ski-Arena im Papengrund, sind mehrere Skisprungschanzen am Papengrund in Bad Freienwalde. Am Papengrund stehen heute drei Kleinschanzen der Kategorien K 10, K 21, K 42 und eine Mittelschanze der Kategorie K 60 (Helmut-Recknagel-Schanze). Das Schanzenzentrum am Papengrund ist das nördlichste Skisprungzentrum Deutschlands.

## Geschichte

### Die alte Schanze am Papengrund
Von 1930 bis 1970 existierte bereits eine Skisprungschanze am Papengrund. In dieser Zeit wurde sie mehrfach umgebaut. Aufgrund schneearmer Winter verfiel diese alte Schanze bis 1970. Der Olympiasieger  von 1936 im Skispringen Birger Ruud sprang auf der alten Schanze 1936 Schanzenrekord mit 40,5 m.

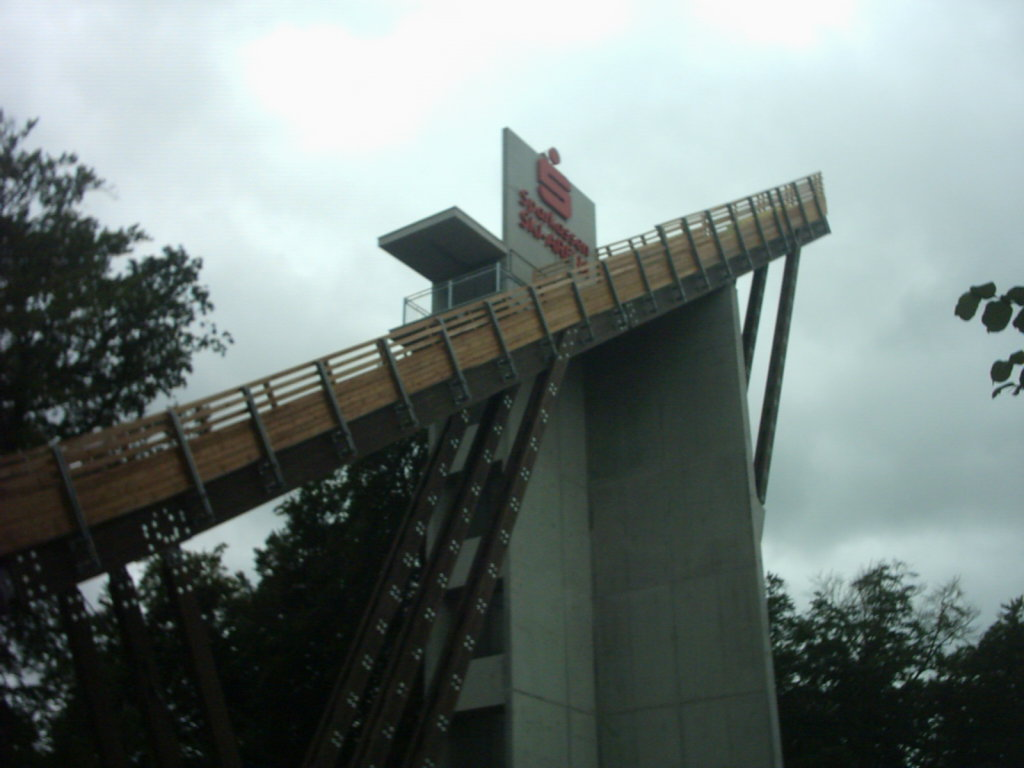
Schanzenturm der K 60

### Neubeginn ab 2000
Anfang des Jahres 2000 wurden die Pläne zur Errichtung eines neuen Schanzenzentrums umgesetzt. Die beiden neuen Kleinschanzen K 10 und K 20 wurden 2001 fertiggestellt. 2003 kam die Schanze K 40 hinzu. Am 23. August 2008 wurde die Schanze K 60 mit dem 38 m hohen Schanzenturm eingeweiht und wurde auf dem Namen Sparkassen Ski-Arena getauft. Die Baukosten für die K-60-Schanze belaufen sich auf 1,7 Mio. Euro. Bei den Umbauarbeiten für die neue K 60 wurde der Auslauf der alten K 20 und K 40 Schanze verändert. Aus K 20 entstand eine K 21 und aus der K 40 entstand eine K 42. Durch die Verwendung von Sprungmatten ist es möglich, das Schanzenzentrum auch in den Sommermonaten für Wettkämpfe und Trainingsveranstaltungen zu nutzen.

### Ausblick
Es ist geplant, eine Normalschanze (Kategorie K 90) und eine Großschanze (Kategorie K 120) zu errichten. Es werden jährlich mehrere internationale Kinder- und Jugendwettkämpfe durchgeführt.